# Centro studi americanistici Circolo Amerindiano
Il Centro studi americanistici "Circolo Amerindiano" è una associazione culturale fondata a Perugia nel 1977 dedicata al complesso di discipline che, sotto vari aspetti scientifici (antropologia culturale, archeologia, storia, arte, politica ecc.) si occupano delle culture sviluppatesi nel continente americano, in particolare sui nativi americani senza limiti di spazio e di tempo, dallo stretto di Bering alla Terra del Fuoco, dal primo popolamento umano sino ai giorni nostri.
L'attività del C.S.A. “Circolo Amerindiano” si sviluppa secondo due direttrici: quella dello studio e della divulgazione, nella convinzione della necessità di procedere innanzitutto allo studio scientifico delle culture delle Americhe e quella della collaborazione attraverso progetti di cooperazione, adozioni internazionali, raccolte di fondi, che vogliono essere un sostegno, seppur piccolo, alle lotte che tuttora i popoli delle Americhe portano avanti per la loro sopravvivenza e contribuiscono all'educazione all'interculturalità.

## Attività
Il Centro, che ha sede a Perugia, al n. 10 di via Francesco Guardabassi contempla una duplice attività: gli studi nel settore del campo americanistico e discipline affini, accanto alla divulgazione dei medesimi, e la collaborazione attraverso progetti di cooperazione, adozioni internazionali, raccolte di fondi, e attività di educazione all'interculturalità. Scopo prioritario è la necessità di procedere innanzitutto allo studio scientifico delle culture delle Americhe e di fare in modo che i risultati di tali studi possano contribuire all'educazione ed alla formazione in modo da essere sostegno alle lotte dei popoli nativi delle Americhe, alle nuove generazioni nate fuori dalle Americhe e a cavallo fra varie culture, ai formatori, docenti che vogliano conoscere meglio le nuove cittadinanze per creare una strada di convivenza pacifica e rispettosa.
Il 19 novembre 2004 il Centro Studi è stato arricchito dal Ce.Do.Ri.C.A. (CEntro DOcumentazione Ricerca Amerindiana), nato da un accordo istituzionale fra Comune di Perugia, Provincia di Perugia, Regione Umbria, Dipartimento Uomo & Territorio dell'Università di Perugia, Fondazione Angelo Celli per una cultura della salute, Sovrintendenza Archeologica per l’Umbria, e lo stesso Centro studi americanistici “Circolo Amerindiano” e con il sostegno della Fondazione Cassa di Risparmio di Perugia.

## Sedi distaccate
Il Circolo amerindiano conta, oltre alla sede centrale a Perugia, una sede a Salerno, inaugurata nel 2005, ed una a Padova, inaugurata nel 2007.

## Il patrimonio
Il patrimonio costituito dal Centro studi americanistici è suddiviso in:
- collezione etnografica “Gerardo Bamonte” (650 pezzi etnografici, riproduzioni museali e plastici);
- biblioteca specializzata in Americanistica. Nasce a partire dal 1991 in collaborazione con l'attuale Sez. Antropologica del Dipartimento Uomo & Territorio dell'Università degli Studi di Perugia e sotto il patrocinio dell'Amministrazione della Provincia di Perugia e della Consulta per l'Immigrazione della Regione Umbria. La biblioteca, che gode di saltuarie vaste donazioni ed acquisti mirati, raccoglie un patrimonio documentale per un totale di più di 8000 fra volumi e fascicoli e 400 testate di riviste; tra cui 30 copie anastatiche di codici precolombiani. Dal 2004 ospita il Fondo documentario del Gruppo Ricerca Lelio Basso per il Diritto Indigeno - già Fondo documentario del Gruppo Ricerca Amerindiani della Fondazione Internazionale Lelio Basso per il diritto e la liberazione dei popoli - che costituisce ora il settore omonimo della nostra Biblioteca. Nel maggio del 2010 è stato inaugurato il Fondo Roberto Giammanco.
- centro di documentazione audio e video “Daniele Fava” (una raccolta di circa 12.000 diapositive, 3500 fotografie, 250 video nastri e 350 audio nastri di argomento storico, archeologico, antropologico, artistico, ecc.)
- attività molteplici: il convegno annuale di americanistica, pubblicazioni scientifiche e divulgative (la rivista Thule, i Quaderni di Thule e varie monografie) gruppi di studio e di ricerca, progetti di cooperazione internazionale, mostre, attività didattica e di formazione, conferenze, seminari, incontri informativi sull'interculturalità, corsi di lingua spagnola e portoghese, cooperazione con le università, viaggi culturali e di studio, campi archeologici, attività di stage e tirocinio, attività di solidarietà e cooperazione allo sviluppo, spettacoli teatrali e musicali delle tradizioni americane. Da segnalare è, inoltre, la mostra itinerante “Teocuicatl, il canto sacro”.